# La Bâtie-des-Fonds
La Bâtie-des-Fonds è un comune francese di 9 abitanti situato nel dipartimento della Drôme della regione dell'Alvernia-Rodano-Alpi.

## Società

### Evoluzione demografica
Abitanti censiti